# نونگائه
نونگائه (انگلیسی: Nongae; ۳ سپتامبر ۱۵۷۴ – ۱ ژانویهٔ ۱۵۹۳) یک زن گیسنگ در جینگجو در اواخر قرن شانزدهم در پادشاهی چوسان بود. او در شهرستان جانگسو، استان جولا متولد شد. وی به عنوان یکی از نمونه‌های مشارکت‌های شخصی زنان کره ای معرفی شده‌است.